# Aethalops aequalis
Aethalops aequalis — вид рукокрилих, родини Криланових.

## Середовище проживання
Цей вид зустрічається на острові Борнео, в штаті Сабах, Саравак (Малайзія), Бруней і Калімантан (Індонезія). Мешкає в гірських первинних лісах вище 600 м над рівнем моря.

## Загрози та охорона
Вирубка лісів в результаті сільського господарства, лісозаготівель, пожеж, а також перетворень на плантації є серйозною загрозою для цього виду в основному в низинних районах. Зустрічається в англ. Kayan Mentarang National Park і ряді інших територій, що охороняються на Калімантані.